# Milada Trstenjak
Milada Trstenjak rođ. Grund, (1894. – 1983.) je bila hrvatska filmska glumica. Kći je hrvatskog redatelja češkog podrijetla Arnošta Grunda i sestra Zorke. Milada je pod pseudonimom Milada Tana nastupila u dva filma koja je 1919. režirao njezin otac, a proizvela "Jugoslavija, tvornica filmova" u Zagrebu. Oba su filma izgubljena. 

## Filmografija

### Filmske uloge
Filmske uloge:
- "Brišem i sudim" (1919.) - glavna uloga
- "U lavljem kavezu" (1919.) - glavna uloga